# Werner Rataiczyk
Werner Rataiczyk (né le 23 juin 1921 à Eisleben et mort le 3 janvier 2021 à Halle-sur-Saale) est un peintre allemand.

## Biographie
Après un apprentissage comme graphiste illustrateur, il fait son service militaire en 1940 puis est soldat de 1941 à 1945 en Afrique du Nord et en Italie. Prisonnier de guerre des Britanniques, il fait des études dans le camp de Fayed auprès de Georg Roppel et Gerhard Wendland. En 1947, il peut rentrer en Allemagne et étudie jusqu'en 1952 à l'école des beaux-arts de Halle au château de Giebichenstein auprès d'Erwin Hahs. Après son diplôme, il est admis à l’Association des artistes visuels de RDZ (VBKD) en 1952. Il s'installe dans la ville.
Déjà au début des années 1950, la réduction de ses objets picturaux le conduit à l'abstraction dans sa peinture.
En 1952, il épouse Rosemarie Rost. Ils donneront naissance aux peintres Rosemarie Rataiczyk et Matthias Rataiczyk.
De 1966 jusqu'au milieu des années 1970, il travaille sur la lithographie puis construit son propre atelier de lithographie. Entre 1966 et 1992, il conçoit des vitraux pour les églises catholiques et protestantes ainsi que des bâtiments laïcs.